# 福田紫妃
福田 紫妃（ふくだ むらさき、1997年 - ）は、日本のヴァイオリニスト。東京国際芸術協会正会員。

## 人物
1997年生まれ。兵庫県立姫路南高等学校卒業後に渡欧。ウィーン国立音楽大学弦楽部演奏科に在学。ウィーン在住。姫路南高校在学中は合唱部に所属し、顧問の浅井智恵の指導のもと発声法を学びオペラも歌う。
2011年、第21回全日本ジュニアクラシック音楽コンクール 中学生部門 全国大会第1位。
2015年、第28回全日本ジュニアクラシック音楽コンクール 高校生部門 全国大会第1位。
2015年、第20回KOBE国際音楽コンクール 最優秀賞・兵庫県教育委員会賞。
2015年、第29回全日本ジュニアクラシック音楽コンクール 全国大会第3位（大学生部門・1位2位なし）高校生として参加。
2016年、「♪しあわせの音だまプロジェクト」をたちあげ、音楽を通した社会貢献をめざす。
2018年、日本赤十字社銀色有功章を受章。
2018年、大学の仲間と組んだトリオでトレヴィーゾ国際音楽コンクール（イタリア）のヴァイオリン部門第1位。